# Paul Butterfield
Paul Butterfield (17 de dezembro de 1942 - 4 de maio de 1987) foi um músico de blues norte-americano e um dos mais inovadores gaitistas de Chicago, além de grande inspiração para o surgimento do estilo "electric blues".
Nascido em Chicago, Butterfild começou a tocar ainda adolescente, logo formando uma banda com Jerome Arnold e Sam Lay. A The Paul Butterfield Blues Band assinou contrato com a Elektra Records depois de adicionar o guitarrista Michael Bloomfield. Seu álbum homônimo foi lançado em 1965. Depois de várias mudanças na formação e no estilo musical da banda, Paul iniciou uma carreira solo nos anos 70.
Morreu em 1987 em decorrência do vício de álcool.

## Discografia

### com The Butterfield Blues Band
- 1965 – The Paul Butterfield Blues Band
- 1966 – East-West
- 1966 – Live at Unicorn Coffee House
- 1966 - What's Shakin' - Elektra compilation album
- 1967 – The Resurrection of Pigboy Crabshaw
- 1968 – In My Own Dream
- 1969 – Keep on Moving
- 1970 - Live
- 1971 – Sometimes I Just Feel Like Smilin'
- 1972 - An Offer You Can't Refuse (gravado em 1963)
- 1972 - Golden Butter/The Best of the Butterfield Blues Band
- 1995 - The Original Lost Elektra Sessions (recorded 1964)
- 1996 - Strawberry Jam
- 1996 – East-West Live (gravado entre 1966–1967)
- 1997 - An Anthology: The Elektra Years
- 2005 - Live

### com John Mayall & the Bluesbreakers
- 1967 - John Mayall's Bluesbreakers with Paul Butterfield

### com Paul Butterfield's Better Days
- 1973 – Better Days
- 1973 – It All Comes Back

### Solo
- 1976 - Put It In Your Ear
- 1981 - North-South
- 1986 - The Legendary Paul Butterfield Rides Again

### Participações
Butterfield também tocou harmônica em:
- 1968 - Jimi Hendrix - Blues at Midnight
- 1969 - Muddy Waters - Fathers and sons
- 1972 - Bonnie Raitt - Give It Up
- 1975 - Muddy Waters - Woodstock Album
- 1976 - The Band - The Last Waltz